# Майканова, Сабира
Сабира Майканова (каз. Сәбира Майқанова; 1914, Сырдарьинская область, Российская империя — 1994, Алматы, Казахстан) — советская, казахская актриса. Народная артистка СССР (1970).

## Биография
Родилась 1 января 1914 года в Перовском уезде Сырдарьинской области Российской империи (ныне Сырдарьинский район, Кызылординская область, Казахстан) (по другим источникам — в Перовске, ныне — Кызылорда). Происходит из рода жаппас племени байулы.
В 1931 году поступила в Алма-Атинский кооперативный техникум.
В 1932 году в возрасте 18 лет была принята во вспомогательный состав Казахского театра драмы в Алма-Ате (ныне Казахский государственный академический театр драмы имени М. О. Ауэзова), где занималась актёрским мастерством. С 1936 года играла ответственные роли. 60 лет выступала на сцене этого театра, в течение 19 лет была парторгом театра.
В 1973 году в составе труппы Казахского театра драмы участвовала во 2-м Международном театральном фестивале стран Азии, Африки и Латинской Америки в Ширазе (Иран).
Умерла 14 февраля 1994 года Похоронена на Кенсайском кладбище.

## Награды и звания
- Народная артистка СССР (1970)
- Государственная премия Казахской ССР (1967) — за исполнение роли Толганай в спектакле «Материнское поле» по Ш. Айтматову
- Орден Трудового Красного Знамени (3 января 1959) — за выдающиеся заслуги в развитии казахского искусства и литературы и в связи с декадой казахского искусства и литературы в гор. Москве
- Народная артистка Казахской ССР (1959)[4]
- Заслуженная артистка Казахской ССР (1945)
- Орден «Знак Почёта»
- Орден «Курмет»[5]
- Медали

## Роли на сцене
- 1933 — «Майдан» («Битва») Б. Майлина — Алтынай
- 1933 — «За Октябрь» М. Ауэзова — Какима
- 1936 — «Ревизор» Н. Гоголя — Мария Антоновна
- 1937 — «Любовь Яровая» К. Тренёва — Любовь Яровая
- 1937 — «Яблоневый сад» М. Ауэзова — Рая
- 1939 — «Отелло» Шекспир, Уильям — Бьянка
- 1941 — «Марабай» Ш. Хусаинова — Алма
- 1942 — «Алдаркосе» Ш. Хусаинова — Даметкен
- 1946 — «Кобланды» М. Ауэзова — Коклан
- 1948 —  «Терең тамырлар» Д. Юссо —
- 1949 — «Абай» по роману М. Ауэзова «Путь Абая» — Улжан
- 1950 — «Гроза» А. Островского — Кабаниха
- 1952 — «Скупой» Ж. Мольера — Фрозина
- 1956 — «Чокан Валиханов» С. Муканова — Зейнап
- 1959 —  «Адасқан ұл» Э.Раннер — Леэна Туйск
- 1964 — «Материнское поле» («Ана-жер-ана») Ш. Айтматова — Толганай
- 1968 — «Звезда Вьетнама» И. Куприянова — Тхань
- 1968 — «Дон Жуан или Любовь к геометрии» Фриш, Макс — Селестина
- 1970 — «Ленин в 1918 году» А. Каплера — Евдокия Ивановна
- 1970 —  «Досымның үйленуі» Аманжолов, Касым Рахимжанович — Биганым
- 1971 — «Мать своих детей» А. Афиногенова — Екатерина Ивановна
- 1972 — «Пока арба не перевернулась» («Арбан аман болсын») О. Иоселиани — Кесария
- 1973 — «Жазықсыз жапа шеккендер» А. Островского — Галчиха
- 1973 —  «Қасіретті қатындар» Гарсиа Лорка, Федерико
- 1977 —  «Келіндер көтерілісі» Хусанходжаев, Саид Ахмад — Фармон Биби
- 1981 — «Өкінішті өмір» С. Дельмар  — Люси
- 1982 — «Каракоз» М. Ауэзова — Моржан
- 1982 — «Наследники» Д. Исабекова — Салиха
- 1982 — «Дядя Ваня» А. Чехова — Марина Тимофеевна
- 1983 — «Абай» М. Ауэзова — Каныкей
- 1989 — «Фархад и Ширин» Н. Хикмет — Нянка
- «Көңілдестер» А. Тажибаева — Дилда
- «Белая береза» («Ақ қайын») М. Ауезова и А. Тажибаева — Гульджамиля
- «Козы Корпеш — Баян сулу» Г. Мусрепова — Макпал
- «Пока арба не перевернулась» («Арбан аман болсын») О. Иоселиани — Кесария
- «Документ» Д. Рахманкулова — Роза
- «Урожай» В. Киршона — Зотова

## Фильмография
- 1954 — «Дочь степей» — эпизод
- 1954 — «Поэма о любви» — Макпал
- 1955 — «Девушка-джигит» — Гюльбарша, мама Айдара
- 1955 — «Это было в Шугле» — Ажар
- 1956 — «Мы здесь живём» — Торгун
- 1958 — «Шквал» — рыбачка
- 1959 — «Это наш сын» (короткометражный) — медсестра
- 1961 — «Сплав» — Даметкен
- 1965 — «Мечта моя» — Шолпан
- 1969 — «У заставы «Красные камни»» — бабушка
- 1970 — «Кыз Жибек » — Камка́
- 1977 — «Однажды и на всю жизнь» — эпизод
- 1981 — «Три дня праздника» — старуха
- 1984 — «Примите Адама!» — мать Адама

## Память
- В 2010 году в Алматы открыта мемориальная доска памяти С. Майкановой, которая установлена на стене дома, где актриса прожила последние годы жизни[6].
- Фестиваль «Театральная весна», традиционно проводимый в Алматы Казахским государственным академическим театром драмы им. Ауэзова, в 2010 году был посвящён С. Майкановой[7][8].
- Известный театровед А. Сыгай в 2010 году выпустил книгу, составленную им из дневниковых записей Сабиры Майкановой и воспоминаний её современников.
- в 2014 году был снят художественный фильм, посвященный столетию С. Майкановой, главную роль в котором сыграла юная актриса Мурсал Мерей.